# Canon VT
Le Canon VT est un appareil photo télémétrique lancé par Canon en 1956. Jusqu'alors, Canon avait l'habitude de fabriquer des copies légèrement modifiées des appareils Leica. La sortie du VT montra pour la première fois que Canon pouvait être un leader dans la conception des télémétriques 35 mm.
Canon conserva la monture Leica à vis sur le VT, et peu de choses d'autre. Il remplaça le système d'avance du film, passant d'un bouton monté sur le dessus à une gâchette montée sur le fond. La fixation du trépied fut déplacée pour installer une gâchette d'avance du film (d'où le T dans le nom de l'appareil, trigger en anglais). Il ajouta un dos pivotant pour rendre l'appareil plus facile à charger que les précédents appareils Canon à chargement par le fond.
Le VT avait un obturateur plan focal avec un rideau en tissu ; les vitesses d'obturation allaient de 1 s à 1/1000 s, plus T et B. La sélection des vitesses d'obturation est faite avec deux molettes rotatives : une molette en face avant pour T, 1, 1/2, 1/4, 1/8 et 1/15 s ; une molette sur le dessus pour X, B, 1/30, 1/60, 1/125, 1/250, 1/500 et 1/1000 s. Les objectifs Canon disponibles allaient de 25 mm à 800 mm, certains étant aussi rapides que f/1.2. Les synchronisations flash FP, M et X sont supportées.
Il avait un viseur à trois positions avec des prismes rotatifs, qui pouvaient être réglés sur 35 mm, 50 mm et RF. Sur la position RF, des viseurs montés sur la griffe avec une correction automatique de la parallaxe pouvaient être utilisés.

## VT Deluxe
Le VT Deluxe est une « version de luxe » du VT lancée en 1957. Elle comporte un verrouillage du dos et une nouvelle manivelle de rembobinage plus efficace.